# Meigné-le-Vicomte
Meigné-le-Vicomte ist eine Ortschaft und eine Commune déléguée in der französischen Gemeinde Noyant-Villages mit 297 Einwohnern (Stand 1. Januar 2022) im Département Maine-et-Loire in der Region Pays de la Loire. Die Einwohner werden Meignéens genannt.
Meigné-le-Vicomte wurde am 15. Dezember 2016 mit 13 weiteren Gemeinden, namentlich Auverse, Breil, Broc, Chalonnes-sous-le-Lude, Chavaignes, Chigné, Dénezé-sous-le-Lude, Genneteil, Lasse, Linières-Bouton, Méon, Noyant und Parçay-les-Pins zur neuen Gemeinde Noyant-Villages zusammengeschlossen.

## Geografie
Meigné-le-Vicomte liegt etwa 52 Kilometer ostnordöstlich von Angers in der Landschaft Baugeois.

## Bevölkerungsentwicklung
| Jahr                       | 1962 | 1968 | 1975 | 1982 | 1990 | 1999 | 2006 | 2013 |
| Einwohner                  | 580  | 504  | 405  | 385  | 328  | 322  | 342  | 308  |
| Quellen: Cassini und INSEE |      |      |      |      |      |      |      |      |

## Sehenswürdigkeiten
- Kirche Saint-Pierre aus dem 12. Jahrhundert
- Pfarrhaus aus dem 16./17. Jahrhundert
- Herrenhaus Boisset aus dem 16. Jahrhundert, Monument historique seit 1968
- Schloss Le Grand-Massé aus dem 18./19. Jahrhundert
- Schloss Le Plessis-Lionnet aus dem 15./16. Jahrhundert
- Schloss La Touche aus dem 17./18. Jahrhundert
- Herrenhaus Baudelan aus dem 17. Jahrhundert
- Herrenhaus La Maillardière aus dem 16. Jahrhundert
- Herrenhaus La Quelouze aus dem 16. Jahrhundert
- Herrenhaus La Roche aus dem 16./17. Jahrhundert

## Persönlichkeiten
- Henri Guibert (1883–1967), Autorennfahrer